# Heusteigschule

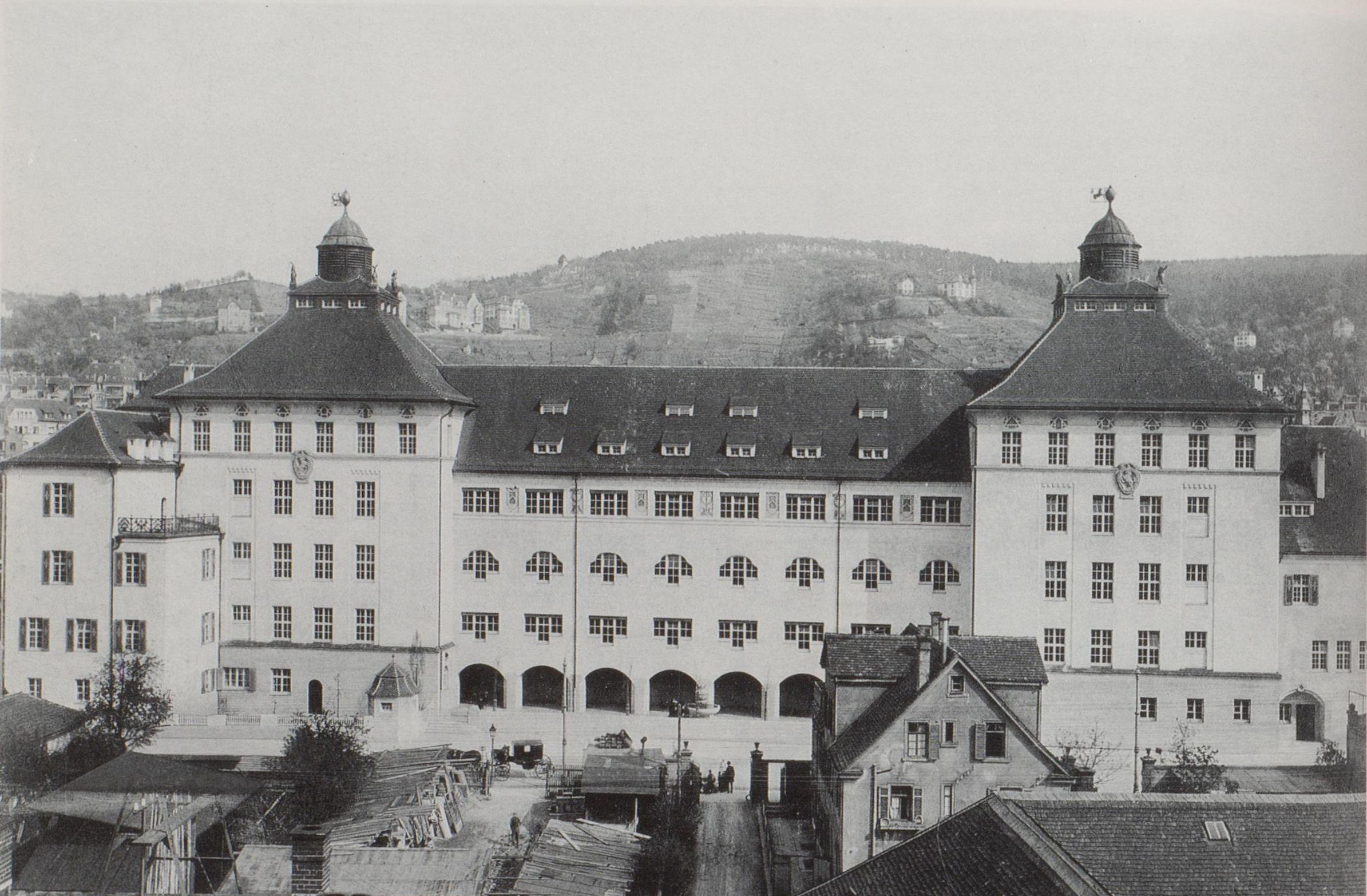
Heusteigschule, 1906.

Die Heusteigschule ist ein Schulgebäude in dem Stuttgarter Stadtbezirk Stuttgart-Süd. Ab dem Schuljahr 2020/2021 fungiert das Gebäude als Außenstelle für die Schickhardt-Gemeinschaftsschule bilingual. 
Das 100 Meter breite, 4- bis 5-stöckige Gebäude wird durch zwei turmartige Kopfbauten gegliedert. Die Schule wurde 1904 bis 1906 durch Theodor Fischer als Bürgerschule im Auftrag der Stadt Stuttgart erbaut.

## Lage

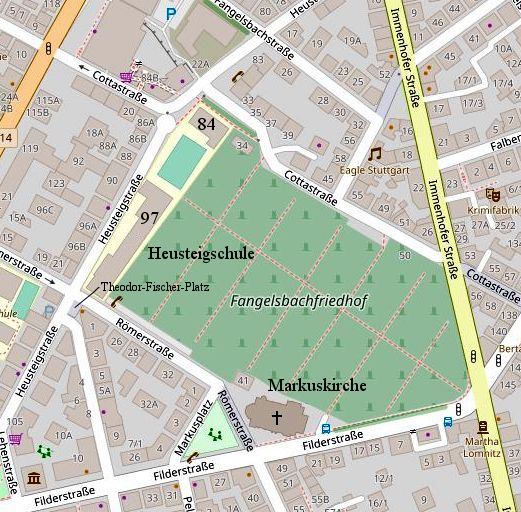
Lageplan.

Die Heusteigschule liegt in dem Stuttgarter Stadtbezirk Stuttgart-Süd in der Heusteigstraße 97. Das keilförmige Grundstück der Schule liegt fast am Grund der Talsohle des Stuttgarter Kessels 260 Meter über Normalnull an einer leicht ansteigende Anhöhe und wird an den Langseiten vom Fangelsbachfriedhof und der Heusteigstraße begrenzt.
Zur optimalen Ausnutzung des Geländes rückte Theodor Fischer die Schule an der rechten Schmalseite bis an die Römerstraße heran, zur Cottastraße hin war der Bauplatz durch die provisorische Markuskirche begrenzt, die an der Stelle der heutigen Turnhalle an der Ecke Cottastraße / Heusteigstraße stand. Von dem 150 Meter breiten Grundstück nahm das Schulgebäude 100 Meter ein, die übrigen 50 Meter waren für eine Turnhalle und einen Turn- und Spielplatz reserviert. Der Platz an der Ecke Heusteigstraße / Römerstraße (gegenüber der rechten Seitenfassade der Schule) wurde zu Ehren des Architekten Theodor-Fischer-Platz benannt.

## Geschichte
Stuttgarts erste Bürgerschule, eine städtische Schule mit Realschulcharakter, wurde 1863 gegründet. Der große Erfolg der Schule machte um die Jahrhundertwende den Bau einer zweiten Bürgerschule notwendig. Die Stadt vergab den Auftrag zum Bau der Schule an den Münchener Architekten Theodor Fischer, der seit 1901 als Professor für Bauentwürfe und Stadtplanung in Stuttgart wirkte. Als ausgewiesene Koryphäe auf dem Gebiet des Schulbauwesens war er an der Entwicklung des „Münchner Schulhaustyps“ beteiligt und hatte selbst fünf Schulhäuser in München erbaut.
Entgegen dem ursprünglichen Plan wurde die Schule nicht als reine Bürgerschule, sondern als „Sammelschulhaus“ errichtet, das aus 4 Volksschulklassen, 4 Mädchen-Mittelschulklassen und 24 Bürgerschulklassen für Jungen bestand. Die Schule wurde zwischen 1904 und 1906 erbaut. Sie hieß nach dem heute verschwundenen Fangelsbach ursprünglich Fangelsbachschule, später dann Heusteigschule und beherbergte einst eine Grund- und Werkrealschule. Zum Schuljahr 2020/21 wurde das Gebäude von der Schickhardt-Gemeinschaftsschule bezogen, da diese aufgrund der geplanten gymnasialen Oberstufe an der Gemeinschaftsschule am Standort Schickhardtschule größer wurde.

## Gebäude
| Gebäudeteil    | Stockwerke | Achsen | Breite in m | Tiefe in m |
| -------------- | ---------- | ------ | ----------- | ---------- |
| Anbau links    | 4          | 2      | 12          | 26         |
| Kopfbau links  | 5          | 4/6    | 20          | 17         |
| Mittelbau      | 4          | 8      | 37          | 13         |
| Kopfbau rechts | 5          | 4/6    | 20          | 17         |
| Anbau rechts   | 3          | 4      | 12          | 16         |

Das heutige Gebäude der Heusteigschule zeigt im Wesentlichen den ursprünglichen Zustand. Die Turnhalle links von der Schule wurde nach den Schäden des Zweiten Weltkriegs abgebrochen und durch Neubauten ersetzt.

### Mittelbau und Kopfbauten
Der langgezogene Bau der Schule schmiegt sich unterhalb des Fangelsbachfriedhofs wie ein Riegel in den leicht ansteigenden Hang des Stuttgarter Südens. Das rund 100 Meter breite Gebäude besteht aus dem Mittelbau mit Verwaltungs- und Betriebsräumen im Erdgeschoss und den Klassenräumen im ersten Obergeschoss, flankiert von zwei um 4 Meter vorspringenden Kopfbauten mit den Treppenhäusern und von zwei seitlichen Anbauten. Die beiden Kopfbauten sind zusammen etwa so breit wie der Mittelbau. Mit ihren 5 Stockwerken und einem Zeltdach mit Rundtürmchen setzen sie einen rhythmischen Akzent zu dem 4-stöckigen Mittelbau und den Anbauten. Ein Arkadengang im Erdgeschoss des Mittelbaus schließt den Schulhof nach hinten ab. An den Seiten des Gangs führen zwei Rundbogenportale mit skulptierter Laibung ins Innere der Schule.

### Anbauten

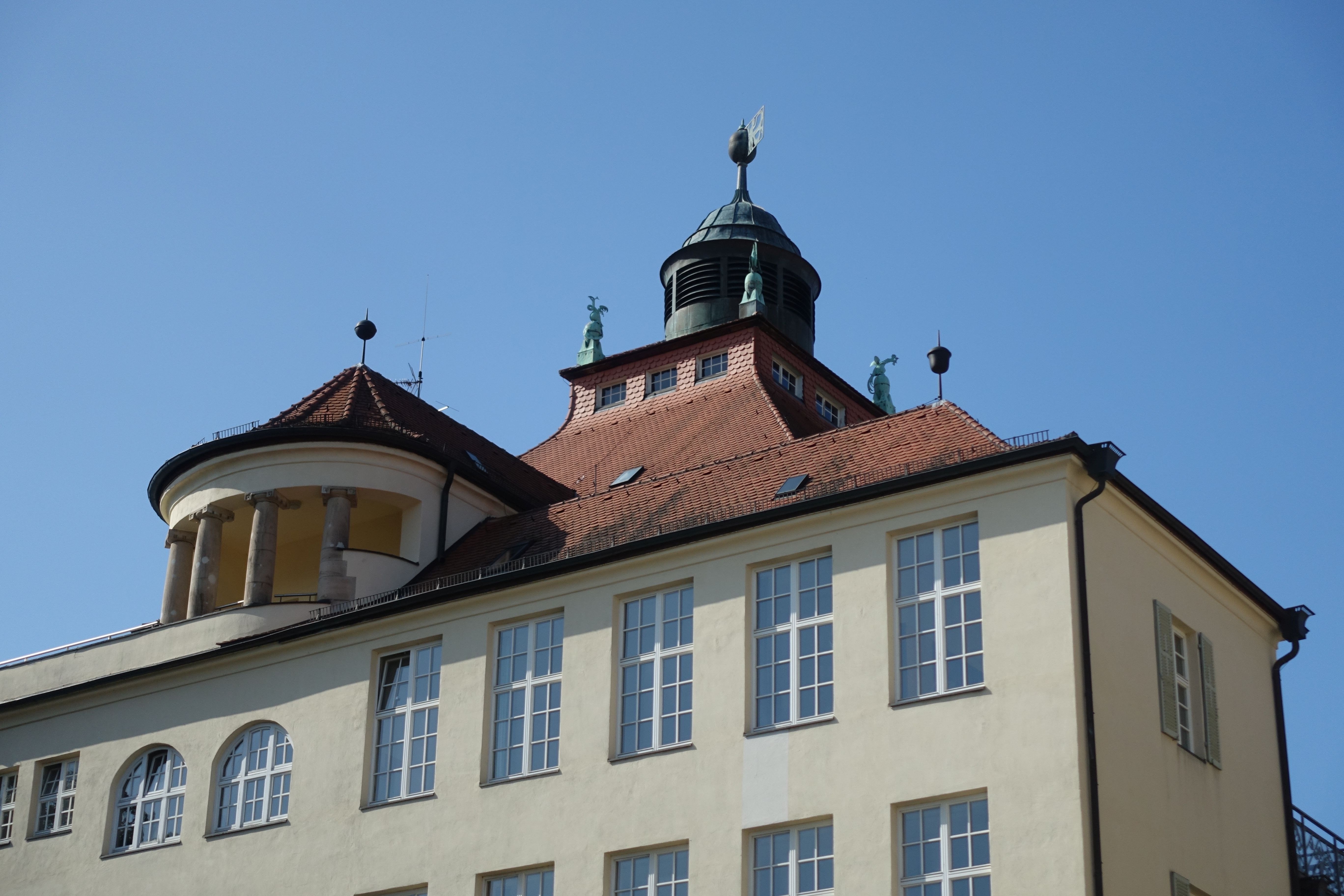
Linker Anbau mit Säulenpavillon, dahinter: Dachaufbau des linken Kopfbaus.

Der linke Anbau nutzt den Raum, der an der breiteren Seite des keilförmigen Grundstücks entstand. Er ragt als rechtwinkliger Flügel um 9 Meter über die Fassade des linken Kopfbaus hinaus. Zur linken Außenseite hin ragt aus dem Walmdach des Anbaus ein offener Rundpavillon mit einer Säulenfront. In die Ecke zwischen linkem Kopfbau und Anbau schmiegt sich ein dreistöckiger Bau mit einer Dachterrasse, die durch ein dekoratives schmiedeeisernes Brüstungsgitter gesichert wird. Der rechte Anbau springt nur wenig gegen den Kopfbau zurück. Ein Rundbogenportal führt ins Innere des Anbaus.

### Fenster
Die zahlreichen unterschiedlichen Fenster tragen nicht unwesentlich zu der abwechslungsreichen Wirkung der Fassadengestaltung bei. Unter den sprossierten Fenstern ragen die dreiflügeligen Fenster des 1. bis 3. Mittelbaugeschosses heraus. Die Fenster des 1. und 3. Stocks sind rechteckig, während die  Fenster des 2. Stocks von einem Fischerbogen überfasst werden. Die mittleren Fensterflügel sind im 1. und 2. Stock nach unten hin verlängert, so dass sich die Form eines gestauchten T bzw. eine Pilzform ergibt. An den Seitenfassaden finden sich vereinzelt Segmentbogenfenster.

## Bauschmuck
Theodor Fischer widersetzte sich der zeitgenössischen Strömung, die Gebäudefassaden durch zahlreiche waagerechte und senkrechte Bauglieder zu gliedern und durch reichen Bauschmuck zu ornamentieren. Stattdessen untergliederte er das Gebäude durch verschiedenartige Bauformen und abwechslungsreiche Wandöffnungen und beschränkte sich bei dem „Nützlichkeitsbau“ der Heusteigschule auf signifikante bildhauerische Elemente. Seine Grundsätze beim Bau der Heusteigschule fasste Fischer in einer Projektbeschreibung zusammen:
„Dabei ist Reichtum der Einzelausbildung … künstlerisch sicher überflüßig, da man an dieser Stelle keinen ‚Prunkbau‘ wie das schöne Wort lautet, erwartet, sondern vorwiegend einen Nützlichkeitsbau. Überdies ist bei einem Schulhaus die praktische und behagliche Innenausbildung bei Weitem wichtiger, als äußere Ornamentierung. Ich werde deshalb wirklichen Schmuck auf einzelne Punkte, naturgemäß die Portale beschränken, im übrigen aber dafür sorgen, daß die Massen so verteilt und untereinander in abgewogene Beziehungen gebracht werden, daß Beide die Behaglichkeit des Inneren und die Würde der bauenden Behörde in gleicher Weise zum Ausdruck gebracht werden.“
Der äußere Bauschmuck besteht aus einem Schulhofbrunnen, Schulhofskulpturen,  Portalumrandungen, Sgraffito-Motiven, Wappenmedaillons, Dachfiguren und Windfahnen.

### Schulhof

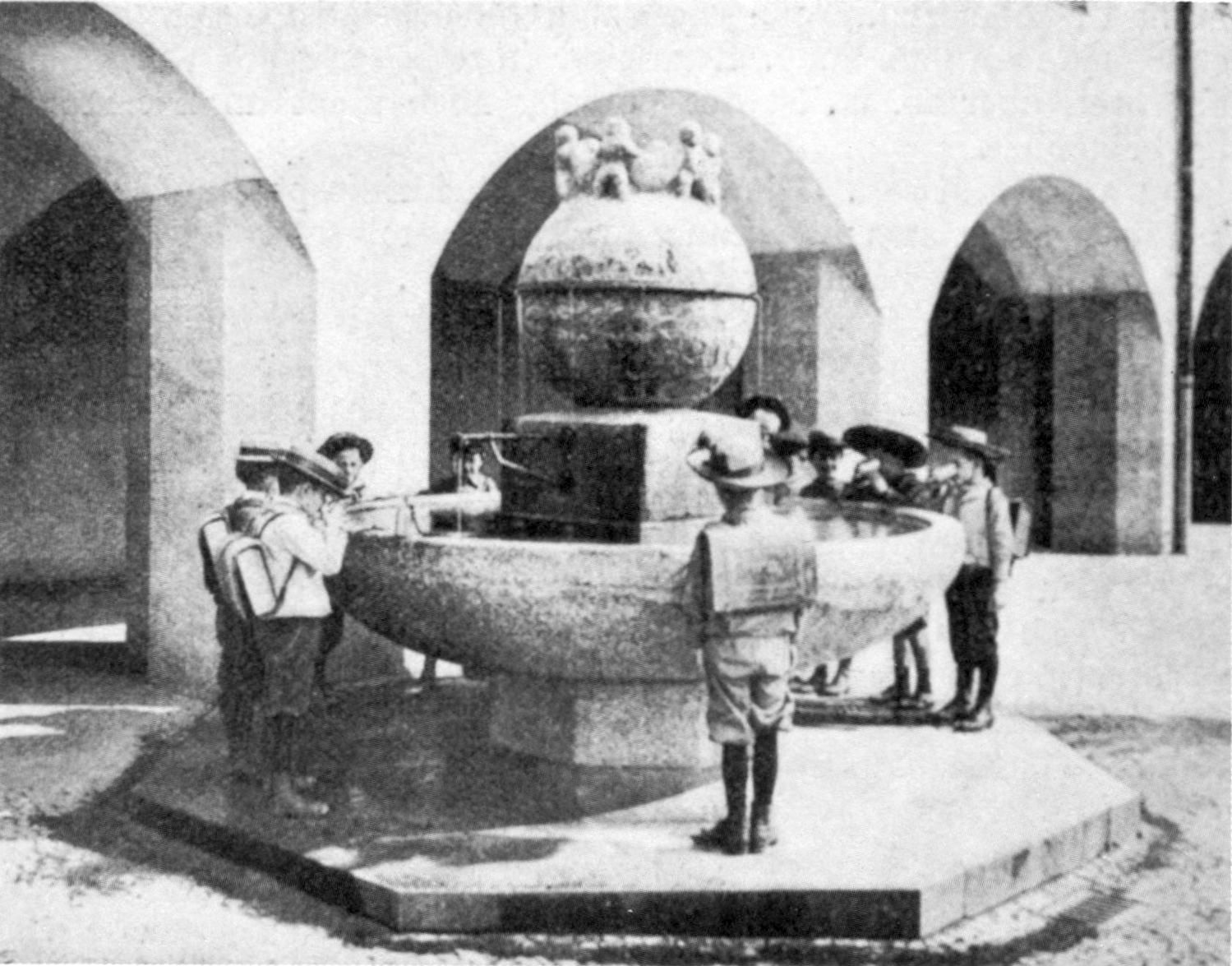
Hofbrunnen, 1906, → Aufriss.

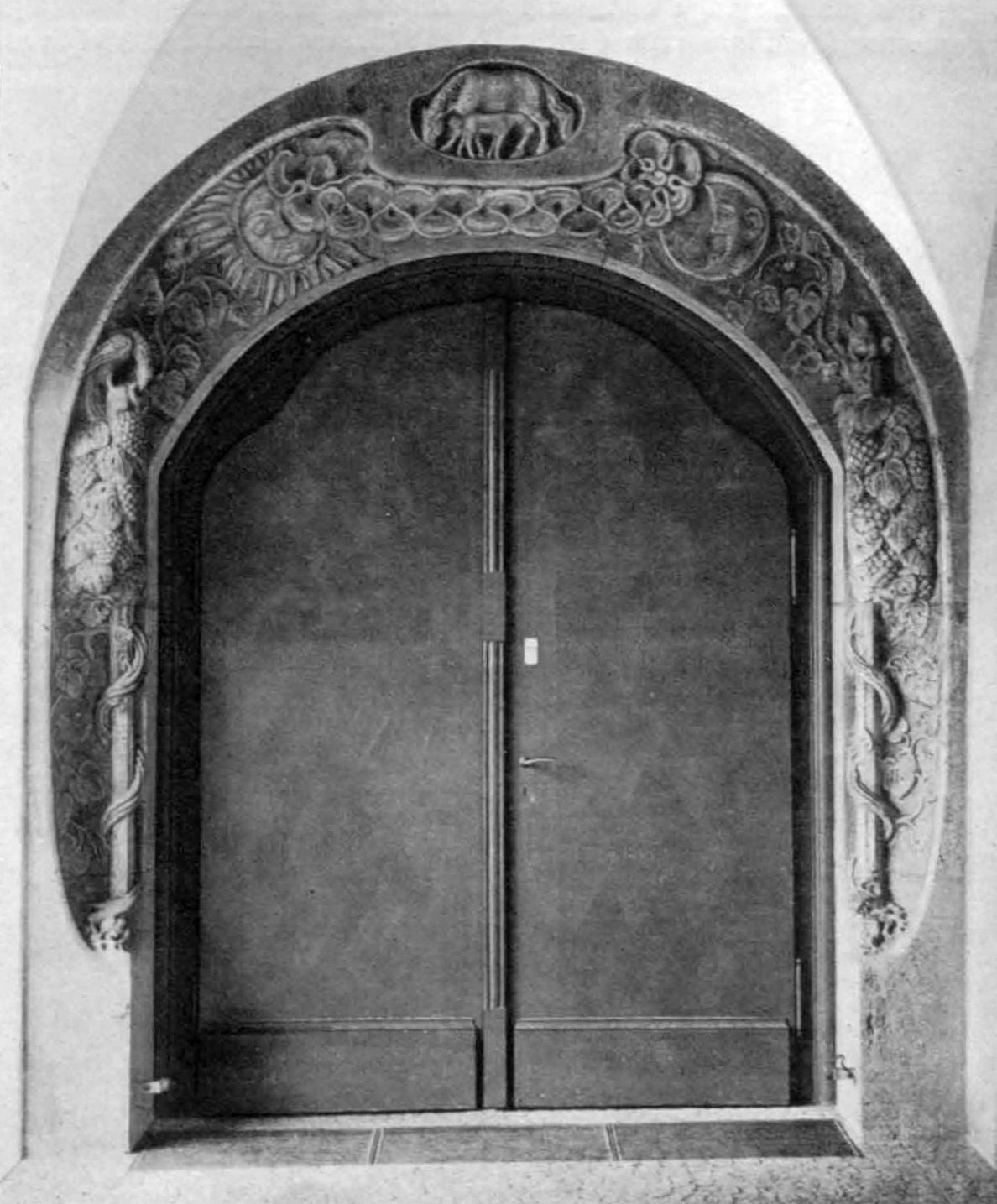
Linkes Portal, → Rechtes Portal.

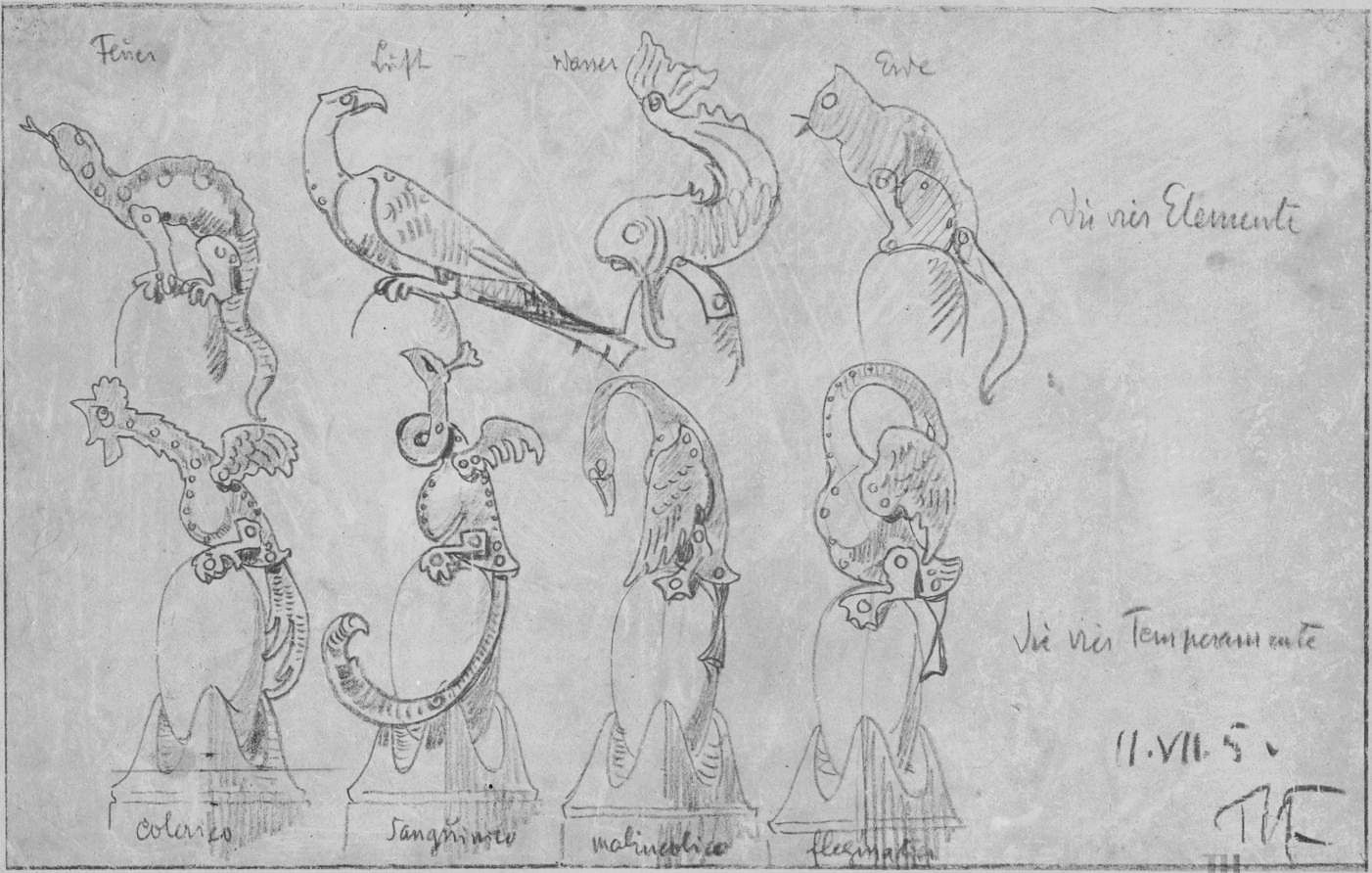
Dachfiguren, Entwurfszeichnung von Theodor Fischer, 1905.

Vor der Kulisse des Wandelgangs bildet ein stillgelegter, runder Brunnen den Blickpunkt des Schulhofs. Der Entwurf stammt von Theodor Fischer, die Ausführung übernahm Josef Zeitler. Über einer achteckigen Granitplatte erhebt sich der kelchförmige Brunnenaufbau aus Beton mit einem achteckigen Sockel, der runden Brunnenschale und dem quaderförmigen Brunnenstock. Auf dem Quader ruht eine Muschelkalkkkugel mit zahlreichen Tierreliefs und einem girlandentragenden Reigen nackter Knaben als Bekrönung.
In rechteckigen Mauernischen sind in der Fassade zwei Puttenreliefs eingelassen. Die Mauern des kleinen Schulgartens zwischen dem linken Kopfbau und dem Anbau werden von zwei Mauerhockern bekrönt, einer Katze und einer Schildkröte. Die Entwürfe für die Puttenreliefs und die Mauerhocker lieferte Theodor Fischer.

### Portale
Die beiden Kopfbauten sind identisch und spiegelbildlich gestaltet. Die Portale an den seitlichen Enden der Wandelhalle werden von in Kniehöhe ansetzenden Bogenreliefs nach Fischers Entwürfen gerahmt, die an der Spitze ein ovales Pferdemedaillon tragen. Der linke Portalrahmen zeigt vier nackte, musizierende Putten, die im Blattwerk zweier Hochstämmchen kauern. Der rechte Portalrahmen zeigt eine zwischen Sonne und Mond aufgespannte Tuchgirlande zwischen zwei traubenbehangenen Weinstöcken.

### Kleinschmuck
Die Wandflächen zwischen den Fenstern des dritten Mittelbaugeschosses beleben hochrechteckige, polychrome Pseudo-Sgraffiti von Jakob Brüllmann mit ornamental-figurativen und geometrischen Motiven. Unter dem Traufgesims der Kopfbauten sind je 6 ovale Sgraffitofelder mit einbeschriebenen Dreiecken angeordnet. In Höhe des Gurtgesimses zwischen drittem und viertem Geschoss ist an den Kopfbauten je eine Wappenkartusche mit dem Stuttgarter springenden Rössle angebracht.

### Dachfiguren
Die Zeltdächer der Kopfbauten tragen an den vier Ecken mannshohe, flache Bronzefiguren nach dem Entwurf von Theodor Fischer. Die Figuren des linken Kopfbaus symbolisieren mit Hahn, Pfau, Schwan und schlafendem Schwan die vier Temperamente Choleriker, Sanguiniker, Melancholiker und Phlegmatiker. Die Figuren des rechten Kopfbaus symbolisieren mit Salamander, Adler, Fisch und Katze die vier Elemente Feuer, Wasser, Luft und Erde. Die Kopfbauten werden von kupfernen Rundtürmchen bekrönt, die mit bronzenen Wetterfahnen mit gestanzten Silhouetten abschließen, links mit einem bandschwingenden (?) Putto, rechts mit dem springenden Stuttgarter Rössle.

### Fischerbogen
Für einige Bauteile verwendete Fischer den von ihm erfundenen Fischerbogen, einen geschweiften, an den Seiten abgeknickten Bogen:
- Laibungsrelief und Holztüren der Portale des Arkadengangs
- Fenster im 3. Mittelbaustock
- Tor und Seitentür zum Turnhallenvorplatz

## Innenausbau
In seiner Projektbeschreibung der Heusteigschule beschrieb Fischer auch seine Grundsätze für den Innenausbau der Schule:
„Dabei ist Reichtum der Einzelausbildung … künstlerisch sicher überflüßig, da man an dieser Stelle keinen ‚Prunkbau‘ wie das schöne Wort lautet, erwartet, sondern vorwiegend einen Nützlichkeitsbau. Überdies ist bei einem Schulhaus die praktische und behagliche Innenausbildung bei Weitem wichtiger, als äußere Ornamentierung.“
Fischer gestaltete den Innenraum der Schule wie das Äußere nach dem Prinzip der Zweckmäßigkeit, ohne deswegen auf ästhetische Gesichtspunkte und Vielfalt zu verzichten. Davon legen die gut erhaltenen und renovierten Räume noch heute Zeugnis ab.

### Allgemein
- Judith Breuer: Ein kindgerechter Schulbau. Die Heusteigschule in Stuttgart. In: Denkmalpflege in Baden-Württemberg. Band 30, 2001, S. 150–152.
- Schule am Fangelsbachfriedhof Beschrieb. Projektbeschreibung Heusteigschule. Transkription des Manuskripts von Theodor Fischer, 1904. In: Kerstin Krebber: Die Heusteigschule von Theodor Fischer in Stuttgart 1904–1906. Mit einer Beschreibung der Schule von Theodor Fischer und seinem Aufsatzfragment „Das Schulhaus vom ästhetischen Standpunkt“. Klett-Cotta, Stuttgart 1996, S. 117–118.
- Rose Hajdu (Fotos), Dietrich Heißenbüttel: Theodor Fischer. Architektur der Stuttgarter Jahre. Wasmuth, Tübingen 2018, ISBN 978-3-8030-0795-7, S. 120–131.
- Kerstin Krebber: Die Heusteigschule von Theodor Fischer in Stuttgart 1904–1906. Mit einer Beschreibung der Schule von Theodor Fischer und seinem Aufsatzfragment „Das Schulhaus vom ästhetischen Standpunkt“. Klett-Cotta, Stuttgart 1996, ISBN 3-608-91797-7.
- Kerstin Renz: Schule als Denkmal : Stuttgarter Porträts. Begleitbroschüre zur Ausstellung. Landesamt für Denkmalpflege, Esslingen am Neckar 2014, S. 16–17. (pdf)
- Gabriele Schickel: Fangelsbach-Realschule. In: Winfried Nerdinger: Theodor Fischer, Architekt und Städtebauer. Berlin 1988, ISBN 3-433-02085-X, S. 224–225, 44–45.
- Martin Wörner, Gilbert Lupfer, Ute Schulz: Architekturführer Stuttgart. Reimer, Berlin 2006, ISBN 3-496-01290-0, S. 88.

### Zeitschriften
- Architektonische Rundschau. Heft 12, 1906, S. 95–96, Tafel 92–93.
- Das Sammelschulhaus an der Heusteigstraße in Stuttgart.  In: Bauzeitung für Württemberg. Baden, Hessen, Elsaß-Lothringen, 1906, S. 187–189, 195–199, 244–247.
- Das Sammelschulhaus an der Heusteigstraße in Stuttgart.  In: Schweizerische Bauzeitung. 21. September 1907, S. 157.
- Zentralblatt der Bauverwaltung. 1906, S. 436–438.